# Зульфия (поэтесса)
Зульфия́ Исраи́лова (псевдоним — Зульфия; 1915—1996) — узбекский советский поэт. Народный поэт Узбекской ССР (1965). Герой Социалистического Труда (1984). Лауреат Государственной премии СССР (1976). Член КПСС с 1953 года. Депутат Верховного Совета Узбекской ССР. 

## Биография
Поэтесса родилась 1 марта 1915 года в махалле "Укчи" города Ташкент в семье литейщика-кустаря.
После окончания средней школы и женского педагогического училища, Зульфия работала в редакциях республиканских газет и журналов, увлеклась поэзией, начала писать стихи. В 1932 году вышел её первый поэтический сборник «Страницы жизни», в который вошли стихи о молодежи, дружбе и красоте человеческой души. С 1938 года работала в различных издательствах, стала членом республиканских и международных организаций.
В годы войны писала патриотические стихи. Ею также были написаны либретто к операм узбекских композиторов, например либретто оперы «Зайнаб и Омон». Также ею была написана пьеса-сказка по мотивам поэмы «Семург», написанной её мужем Хамидом Алимджаном.
Наиболее известные стихотворения поэтессы:
- «Хулькар» (1947),
- «Я пою зарю» (1950),
- «Моя Родина»
- «Жди нас»
- «Темирой» (1934)
- «Стихи» (1939)

Сборник стихотворений:
- «Близкие сердцу моему» (1958),
- «Сердце в пути» (1966),
- «Дар долины» (1966),
- «Моя весна» (1967),
- «Водопад» (1969).

На русский язык стихотворения и поэмы Зульфии переводили Ю. Нейман, С. Липкин, Н Гребнев, С. Сомова и др..

## Награды и премии
- Народная поэтесса Узбекской ССР (24.11.1965)[3]
- Герой Социалистического Труда (16.11.1984)[4]
- 2 ордена Ленина (18.03.1959;[5] 16.11.1984)[4]
- 3 ордена Трудового Красного Знамени (11.01.1957;[6] 01.03.1965;[7] 09.09.1971)
- Орден Дружбы народов (28.02.1975)[8]
- Орден «Знак Почёта» (06.12.1951)[9]
- 2 медали «За трудовое отличие» (25.12.1944;[10] 16.01.1950)[11]
- Государственная премия СССР (1976) — за книгу стихов «Строки памяти» (1974) и цикл «Радуга»[12]
- Государственная премия Узбекской ССР имени Хамзы (1970)[13]
- Орден «Дустлик» (25.08.1994)[14]

## Память
В 1999 году в Узбекистане была учреждена Государственная премия имени Зульфии, которая присуждается за успехи в области литературы, искусства, науки, культуры и образования одаренным девушкам в возрасте от 14 до 30 лет ежегодно в канун Международного женского дня- 8 марта.
1 марта 2008 года в центре Ташкента был установлен памятник Зульфие из гипса. В 2014 году памятник был заменён на бронзовый. В декабре 2017 года памятник был перенесен на Аллею литераторов.

## Издания на русском языке
- Зульфия. Избранное. — М.: Художественная литература, 1975.  — 384 с., 25 000 экз.